# Pierre Duval (géographe)
Pour les articles homonymes, voir Pierre Duval et Duval.
Pierre Duval, né le 19 mai 1619 à Abbeville et mort le 29 septembre 1683 à Paris, est un géographe français.

## Présentation

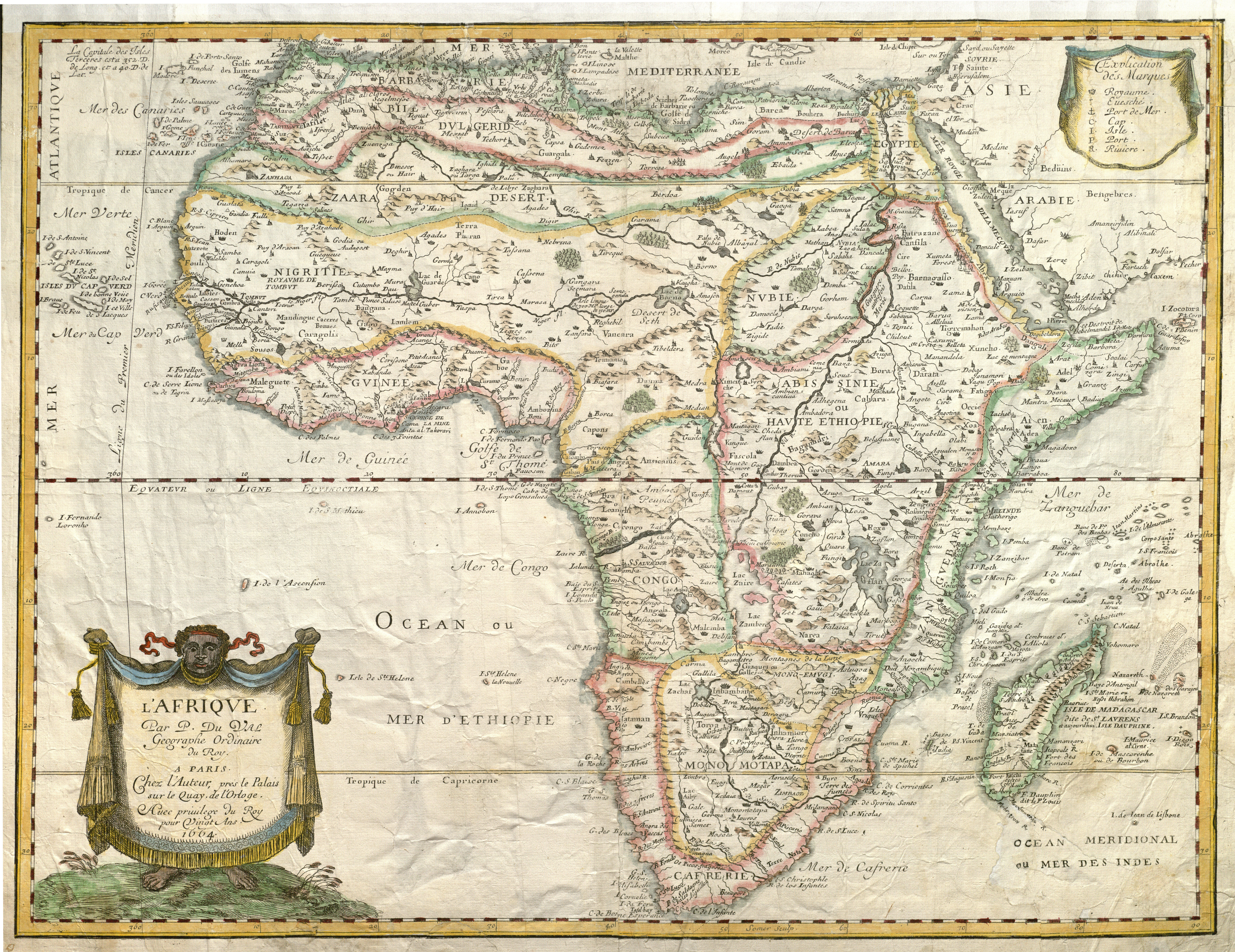
Duval, L'Afrique, 1664

II cultive et enseigne avec succès la science cultivée par son oncle Nicolas Sanson. On a de lui un grand nombre d'ouvrages. Voici les principaux : 
1. Recherches curieuses des Annales de France, Paris, 1646, in-8°.
2. Abrégé du monde, première partie, ibid., 1648, in-12 ; seconde partie, ibid., 1650, in-12.
3. Tables géographiques de tous les pays du monde, ibid., 1651, in-12.
4. Description de l'éveché d'Aire en Gascogne, ibid., 1651, in-12.
5. Mémoires géographiques, ibid., 1651, in-12. Ils furent contrefaits à Lyon.
6. Le Voyage et la description de l'Italie, avec la relation dit voyage fait à Rome par le duc de Bouillon en 1644 ibid., 1656, in-12.
7. Le Monde, ou Géographie universelle, contenant la description et les cartes et les blasons des principaux pays du monde, ibid., 1658, in-12. Ce livre a eu six éditions jusqu'à celle de 1688, 2 vol.
8. L'A. B. C. du monde, ibid., 1658, plusieurs fois réimprimé.
9. La Sphère, Traité de géographie, qui donne la connaissance du globe c.i de la carte, ibid., 1659, in-12, réimprimé plus de six fois sans compter les copies de Lyon. La dernière édition, dédiée à mademoiselle Crozat, parut par les soins du P. Placide, en 1704, in-12.
10. Alphabet de la France, ibid., 1659, in-12, a eu au moins cinq éditions jusqu'en 1682.
11. La France depuis son agrandissement par les conquêtes du roi, avec les cartes et les blasons des provinces, ibid., 1691, 4 vol. in-12. Cet ouvrage de Duval est celui qui a conservé le plus de réputation. Les cartes qui s'y trouvent sont très nettes. Il comprend aussi la description des dix-sept provinces des Pays-Bas et le livre précédent.
12. Beaucoup de cartes, des tables chronologiques, etc. Il rédige le commentaire (en français et en latin) en marges de la Mappemonde en deux hémisphères de 1660[1].

On distingue dans le nombre un recueil intitulé : Diverses Cartes et tables pour la géographie ancienne, pour la chronologie et pour les itinéraires et voyages modernes, Paris, in-4° oblong. Ce qu'il contient de plus intéressant pour nous, est la partie qui donne les routes de plusieurs voyageurs du XVIe siècle. Duval n'a pas des vues neuves en géographie ; aussi ses ouvrages sont-ils à partir du XIXe siècle peu en vogue. Il eut de son temps assez de réputation, et il la mérita, parce qu'il est exact et clair. Ses cartes ont été effacées par celles qui ont paru depuis lui ; mais comme il était laborieux et avait recours aux meilleurs documents, elles furent utiles à l'époque où elles parurent.
Il a été l'éditeur du Voyage de Pyrard.

## Source
- « Pierre Duval (géographe) », dans Louis-Gabriel Michaud, Biographie universelle ancienne et moderne : histoire par ordre alphabétique de la vie publique et privée de tous les hommes avec la collaboration de plus de 300 savants et littérateurs français ou étrangers, 2e édition, 1843-1865 [détail de l’édition]